# Difluormetán
| Difluormetán |                                                                                                 |
| \| \| \| |                                                                                                 |
| IUPAC-név | Difluormetán                                                                                    |
| Más nevek | Metilén-fluorid, metilén-difluorid, szén-fluorid-hidrid, HFC 32, R 32, FC 32, Freon 32, UN 3252 |
| Kémiai azonosítók                                                                                               |                                                                                                 |
| CAS-szám | 75-10-5                                                                                         |
| PubChem | 6345                                                                                            |
| ChemSpider | 6105                                                                                            |
| EINECS-szám | 200-839-4                                                                                       |
| ChEBI | 47855                                                                                           |
| RTECS szám | PA8537500                                                                                       |
| SMILES | C(F)F                                                                                           |
| InChI | 1/CH2F2/c2-1-3/h1H2                                                                             |
| InChIKey | RWRIWBAIICGTTQ-UHFFFAOYSA-N                                                                     |
| Beilstein | 1730795                                                                                         |
| Gmelin | 259463                                                                                          |
| UNII | 77JW9K722X                                                                                      |
| UN-szám | 3252                                                                                            |
| ChEMBL | CHEMBL115186                                                                                    |
| Kémiai és fizikai tulajdonságok                                                                                 |                                                                                                 |
| Kémiai képlet                                                                                                   | CH2F2                                                                                           |
| Moláris tömeg                                                                                                   | 52,02 g/mol                                                                                     |
| Megjelenés | színtelen gáz                                                                                   |
| Sűrűség | 2,72 kg/m³ 15 °C-on 2,163 kg/m³ 21,1 °C-on                                                      |
| Olvadáspont | −136 °C                                                                                         |
| Forráspont | −51,6 °C                                                                                        |
| Gőznyomás | 1518,92 kPa 21,1 °C-on                                                                          |
| Veszélyek |                                                                                                 |
| MSDS | MSDS at Oxford University                                                                       |
| EU osztályozás                                                                                                  | Fokozottan tűzveszélyes (F+)                                                                    |
| NFPA 704 | 4 1                                                                                             |
| R mondatok | R12                                                                                             |
| S mondatok | S9, S16, S33                                                                                    |
| Öngyulladási hőmérséklet                                                                                        | 648 °C                                                                                          |
| Ha másként nem jelöljük, az adatok az anyag standardállapotára (100 kPa) és 25 °C-os hőmérsékletre vonatkoznak. |                                                                                                 |
| |                                                                                                 |

A difluormetán, más néven HFC-32 vagy R-32 szerves vegyület, halogénezett szénhidrogén. A metán származékának tekinthető, melyben a négy hidrogénatomból kettőt fluoratom helyettesít. Összegképlete így a metánra jellemző CH4 helyett CH2F2.

## Fizikai tulajdonságai
| Tulajdonság                                                | Érték              |
| ---------------------------------------------------------- | ------------------ |
| Kritikus nyomás (pc)                                       | 5,83 MPa           |
| Kritikus hőmérséklet (Tc)                                  | 78,45 °C (351 K)   |
| Kompresszibilitás (Z)                                      | 0,9863             |
| Állandó nyomáson mért fajlagos hőkapacitás (Cp) 21 °C-on   | 0,043 kJ·mol−1·K−1 |
| Állandó térfogaton mért fajlagos hőkapacitás (CV) 21 °C-on | 0,034 kJ·mol−1·K−1 |
| Adiabatikus kitevő (κ)                                     | 1,253              |

## Felhasználása
A difluormetán olyan hűtőközeg, amelynek ózonlebontó potenciálja nulla. A difluormetán és pentafluoretán azeotrópos elegyét R-410A néven is ismerik, melyet a különböző klórozott-fluorozott szénhidrogének (más néven Freonok) helyettesítésére használnak az új hűtőrendszerekben. Noha ózonlebontó potenciálja nulla, globális felmelegedés potenciálja nagy, 100-éves időtartamot tekintve a szén-dioxidénak 550-szerese.

## Fordítás
Ez a szócikk részben vagy egészben a Difluoromethane című angol Wikipédia-szócikk ezen változatának fordításán alapul.  Az eredeti cikk szerkesztőit annak laptörténete sorolja fel. Ez a jelzés csupán a megfogalmazás eredetét és a szerzői jogokat jelzi, nem szolgál a cikkben szereplő információk forrásmegjelöléseként.

### Külső hivatkozások
- Flammability Measurements of Difluoromethane in Air at 100°C Archiválva 2016. szeptember 20-i dátummal a Wayback Machine-ben
- Difluoromethane at Gas Encyclopaedia Archiválva 2016. március 3-i dátummal a Wayback Machine-ben
- IR absorption spectra Archiválva 2006. október 13-i dátummal a Wayback Machine-ben